# Vilipendio di cadavere
Il vilipendio di cadavere è il contegno di chi offende il comune sentimento di pietà nei confronti dei defunti.

## Diritto italiano
Nel diritto penale italiano è la rubrica del reato previsto dall'art. 410 del Codice penale italiano: esso punisce chi oltraggia un cadavere o le sue ceneri o commette su di essi atti osceni, brutali o violenti, come la mutilazione e la deturpazione.
La pena è la reclusione da uno a tre anni nel caso dei soli atti di vilipendio (comma 1); la reclusione va da 3 a 6 anni nei casi di deturpamento, mutilazione o oscenità (comma 2).
La ratio della norma è la tutela del comune sentimento di pietà nei confronti dei defunti.

## Diritto internazionale
Nel diritto internazionale umanitario costituisce crimine di guerra il contegno di chi non rispetta il corpo dei deceduti o ciò che ne resta, indipendentemente dalle responsabilità del defunto.